# Франц фон Верра
Барон Франц Ксавер фон Верра (нім. Franz Xaver Baron von Werra; 13 липня 1914 — 15 жовтня 1941) — німецький пілот-ас, гауптман люфтваффе. Кавалер Лицарського хреста Залізного хреста. Прославився своєю успішною втечею з британського полону.

## Біографія
Франц фон Верра народився сьомою дитиною (з восьми) у збіднілій швейцарської дворянській родині. У віці 15 місяців був прийнятий прийомним сином у бездітну родину прусського майора К. Освальда; дитинство його пройшло на віллі в Бойроні. У 1925 році ця сім'я переїхала в Кельн, але в 1932 році розорилася, і прийомні батьки розлучилися.
Франц фон Верра намагався через Гамбург потрапити в Америку, але з цього нічого не вийшло. Коли він дізнався, що був усиновлений в дитинстві, в 18 років знову прийняв дане йому при народженні ім'я. Він кинув гімназію і з літа 1933 року відвідував спортивну школу СА в Гаммі. У 1934 році отримав письмові докази свого походження і подробиці про свою біологічну сім'ю.
Франц фон Верра закінчив льотну школу під Берліном. У 1936 році йому присвоєно звання лейтенант авіації. Як талісман мав живе левеня. З початком війни він служив в складі 3-ї винищувальної ескадри на літаках Messerschmitt Bf 109 в Польщі, з весни 1940 — у Франції. Згодом призначений ад'ютантом 2-ї групи ескадри.
5 вересня 1940 року в повітряному бою над Англією був збитий і здійснив вимушену посадку поблизу Вінчеті-Хілл у графстві Кент, на південь від Лондона, де його взяли в полон. Зробив кілька зухвалих спроб до втечі, одна з яких висвітлювалася в британській пресі.
Того разу, втікши з табору, він заявився на один з довколишніх аеродромів та, представившись голландським льотчиком, які вчинили вимушену посадку, зажадав літак нібито для того, щоб долетіти до своєї частини. Поки аеродромне командування шукало можливості допомогти «голландцеві», фон Верра пройшов на поле, заліз в кабіну Гаррікейна, але втратив час, розбираючись в управлінні незнайомого літака.
Через неодноразові спроби втечі фон Верра перевели з Англії в канадський табір, де втеча нарешті вдалася. Під час етапування з Галіфакса до місця ув'язнення йому вдалося непомітно для охорони на ходу зістрибнути з поїзда. Видаючи себе за голландського моряка, що їде до родичів, він дістався автостопом до американського кордону, перейшов його в районі Огденсберга і здався владі. США ще не були в стані війни з Німеччиною, і втікача передали німецькому консульству.
Через Південну Америку, Африку, Іспанію та Італію до квітня 1941 році він повернувся до Німеччини, знову повернувся до строю і в складі 53-ї винищувальної ескадри «Піковий туз» взяв участь у вторгненні в Радянський Союз. У липні 1941 року призначений командиром 1-ї групи ескадри.
20 жовтня 1941 року 1-ї групи ескадри перевели у Вліссінген (Нідерланди) для відпочинку і тренувань. Під час навчального польоту над Північним морем 25 жовтня 1941 року двигун його Bf109 F-4 (бортовий номер 7 285) зупинився, машина врізалася в воду і затонула, пілота так і не знайшли.
Всього за час бойових дій Верра здобув 21 повітряну перемогу, з них 13 — на Східному фронті.

## Нагороди
- Нагрудний знак пілота
- Залізний хрест
  - 2-го класу (1940)
  - 1-го класу (30 травня 1940)
- Почесний Кубок Люфтваффе
- Авіаційна планка винищувача в золоті
- Лицарський хрест Залізного хреста (14 грудня 1940) — за 8 збитих літаків і 5 знищених на землі. Існує помилкове припущення, що Верра одержав нагороду за втечу з полону, однак це неправда, оскільки на момент нагородження він все ще перебував у полоні.